# Hallwag
Die Hallwag AG war ein 1912 in Bern gegründeter Verlag mit Druckerei. Der Name leitet sich von den Namen Haller und Wagner ab.
Otto Richard Wagner stammte aus Rottenburg am Neckar. Er war Besitzer der Wagner'schen Verlagsanstalt und übernahm die 1711 gegründete, in Bern ansässige Haller’sche Buchdruckerei AG.
Die Automobil Revue (1906 bis heute), der Sport (1920 bis 1999) und die Technische Rundschau (seit 1909) waren bekannte Produkte des Verlages. Ab den 1920er Jahren wurden Strassenkarten herausgegeben, und ab den 1940er Jahren wurden vermehrt auch Bücher verlegt. Von der Hallwag Verlagsgesellschaft AG (Bern, Stuttgart und Wien) wurden die Jahrbücher Helveticus (32 Bände, 1941 bis 1972) und Columbus verlegt, die sich allgemeinbildend an Kinder und Jugendliche richteten.
Die Benteli Druck AG übernahm 1998 den Druckbereich. 2001 kaufte der Verlag Gräfe & Unzer den Buchbereich. 2001 wurde Hallwag von MairDumont übernommen. Ende 2001 wurden der Kartenverlag von Kümmerly+Frey und Hallwag zusammengelegt zu Hallwag Kümmerly+Frey.